# Sandra Perković
Sandra Perković, hrvaška atletinja, * 21. junij 1990, Zagreb.
Nastopila je na poletnih olimpijskih igrah v letih 2012 in 2016, obakrat je osvojila naslov olimpijske prvakinje v metu diska. Na svetovnih prvenstvih je osvojila naslova prvakinje v letih 2013 in 2017 ter srebrno medaljo leta 2015, na evropskih prvenstvih pa pet zaporednih naslovov prvakinje v letih 2010, 2012, 2014, 2016 in 2018. Leta 2011 je prejela šestmesečno prepoved tekmovanja zaradi dopinga.